# Oh No Not My Baby
«Oh No Not My Baby» — песня, написанная Джерри Гоффином и Кэрол Кинг. В песне рассказывается о том, как друзья и родственники исполнителя пытаются предупредить его о неверности партнера, однако, тот отказывается верить. В отличие от многих других песен, вера оказывается обоснованной и продолжает счастливые отношения пары. Первая версия песни была записана Максин Браун. Выпущенная в сентябре 1964 года, песня достигла 24-й строчки в Billboard Hot 100 и провела 7 недель в топ-40. Позже часто перезаписывалась различными исполнителями, в том числе и американской певицей и актрисой Шер.

## Версия Шер
Шер записала свою версию песни в 1992 году для сборника хитов Greatest Hits: 1965–1992. В декабре того же года песня была выпущена как лид-сингл с альбома. Песня, как и ранее вышедший международный хит «The Shoop Shoop Song (It’s in His Kiss)», была спродюсирована Питером Эшером. Песня достигла некоторого успеха в чартах в начале 1993 года.

## Чарты
| Чарт (1992)            | Место |
| ---------------------- | ----- |
| Austrian Singles Chart | 30    |
| German Singles Chart   | 52    |
| Polish Singles Chart   | 18    |
| Swiss Singles Chart    | 19    |
| UK Singles Chart       | 33    |